# Helina nagayamensis
Helina nagayamensis este o specie de muște din genul Helina, familia Muscidae, descrisă de Shinonaga în anul 2003. Conform Catalogue of Life specia Helina nagayamensis nu are subspecii cunoscute.